# Cento
Cento (italská výslovnost: [ˈtʃɛnto]; severoboloňsky: Zèint) je italská obec v provincii Ferrara v oblasti Emilia-Romagna.
V roce 2021 zde žilo 35 242 obyvatel.

## Historie
Název Cento je odkazem na centurizaci Pádské nížiny. Růst Centa od jeho počátků jako malé rybářské vesnice v bažinách až po zavedené zemědělské městečko probíhal v prvních stoletích druhého tisíciletí.
Boloňský biskup a nonantolský opat založili Partecipanza Agraria, instituci, v jejímž rámci byla půda každých dvacet let znovu rozdělována mezi mužské dědice rodin, které tvořily původní jádro komunity ve 12. století.
V roce 1502 papež Alexandr VI. odebral město z pravomoci boloňského biskupa a učinil z něj součást věna své dcery Lucrezie Borgie, zasnoubené s vévodou Alfonsem I. d'Este. V roce 1598 bylo město navráceno pod správu Papežského státu.
Jihovýchodně od města leží malá historická pevnost Pieve di Cento.

## Poloha
Sousední obce jsou: Bondeno, Castello d'Argile (BO), Crevalcore (BO), Finale Emilia (MO), Pieve di Cento (BO), San Giovanni in Persiceto (BO), Terre del Reno.